# Brest Challenger 1997
Il Brest Challenger 1997 è stato un torneo di tennis facente parte della categoria ATP Challenger Series nell'ambito dell'ATP Challenger Series 1997. Il torneo si è giocato a Brest in Francia dal 20 al 26 ottobre 1997 su campi in cemento indoor.

## Vincitori

### Singolare
Johan Van Herck ha battuto in finale  Sébastien Grosjean 4–6, 6–2, 6–4.

### Doppio
Dave Randall /  Jack Waite hanno battuto in finale  John-Laffnie de Jager /  Robbie Koenig 3–6, 7–6, 6–4.